# Друзенок, Ефим Иванович
Ефим (Ефимий) Иванович Друзенок (19 января 1915, Клубовка, Репкинский район — 19 мая 1993, Ялта, Республика Крым) — советский строитель, бригадир комплексной бригады Ялтинского ДСУ № 44 треста «Юждорстрой», Герой Социалистического Труда, Заслуженный строитель УССР, почётный гражданин Ялты. Украинец.

## Биография
Родился 19 января 1915 года в селе Клубовка Черниговской губернии. С 16 лет лет работал в местном колхозе. Во время Великой Отечественной войны был дважды ранен, принимал участие в боях за Перекоп и за освобождение Крыма.
В 1949 году начал работать на строительстве горной троллейбусной трассы Симферополь — Ялта. Позднее стал бригадиром комплексной бригады Ялтинского дорожно-строительного Управления № 44 треста «Юждорстрой».
В 1962 году бригада под его руководством завоевала звание «Бригада коммунистического труда».
5 октября 1966 года Указом Президиума Верховного Совета СССР за выдающиеся успехи, достигнутые в выполнении заданий семилетнего плана по перевозке народнохозяйственных грузов и пассажиров, строительству, ремонту и содержанию автомобильных дорог, ему было присвоено звание Героя Социалистического Труда с вручением ордена Ленина и золотой медали «Серп и Молот».
Избирался депутатом Крымского областного Совета депутатов трудящихся. Заслуженный строитель Украинской ССР. Почётный гражданин города Ялты (1964).
Умер 19 мая 1993 года. Похоронен на Старом городском кладбище Ялты (улица Блюхера), Крым.

## Награды
- Орден Ленина (1966 год)
- Орден Отечественной войны II степени (1985 год)[1]